# 塞灵施泰特
塞灵施泰特（德語：Seelingstädt）是德国图林根州的市镇，隶属于格赖茨县。总面积为17.99平方千米，截至2023年12月31日总人口为1,278人。